# Andrzej Włochowicz
Andrzej Włochowicz (ur. 4 lutego 1931 w Podlesiu, zm. 30 sierpnia 2015) – polski naukowiec, profesor Politechniki Łódzkiej, członek Polskiego Towarzystwa Chemicznego, Komitetu Krystalografii PAN, American Institute of Physics, Society of Rheology, Textile Institute-Manchester, Łódzkiego Towarzystwa Naukowego i in.

## Życiorys
W 1955 roku ukończył studia na Wydziale Włókienniczym Politechniki Łódzkiej. W latach 1953–1954 był pracownikiem naukowym Instytutu Krajowych Włókien Naturalnych w Poznaniu, oddział w Łodzi. Od 1955 roku związany jest z Politechniką Łódzką. Odbył zagraniczne staże na Uniwersytecie Strathclyde, w Moskiewskim Instytucie Tekstylnym, w Rigaku-Denki-Japonia, w RWTH w Akwizgranie, w Politechnice Budapeszteńskiej.
W latach 1973–1977, następnie 1981–1987 oraz 1990–1992 był prodziekanem Wydziału Włókienniczego ds. Filii w Bielsku-Białej. W latach 1992–1993 oraz 1999–2001 był dziekanem Wydziału Inżynierii Włókienniczej i Ochrony Środowiska. Przez dwie kadencje był, w latach 1993–1999, był prorektorem PŁ ds. Filii w Bielsku-Białej. W latach 1973–2001 był dyrektorem Instytutu Włókienniczego w Bielsku-Białej. Od 2001 roku pracownik Akademii Techniczno-Humanistycznej w Bielsku-Białej.
Ma w swoim dorobku ponad 400 publikacji z zakresu włókiennictwa, fizyki włókna i polimerów włóknotwórczych (drukowanych głównie w czasopismach zagranicznych). Zajmuje się badaniem struktury cząsteczkowej i nadcząsteczkowej włókien naturalnych, sztucznych i syntetycznych oraz ich mieszaninami fizycznymi i chemicznymi, głównie z wykorzystaniem dyfrakcji rentgenowskiej w zakresie dużych i małych kątów rozpraszania, mikroskopii elektronowej oraz FTIR. Jest współautorem 3 monografii, 5 skryptów, 5 książek i 32 patentów. Wypromował 25 doktorów. Otrzymał szereg nagród i odznaczeń, m.in. Krzyż Oficerski i Komandorski OOP czy Medal Komisji Edukacji Narodowej.
Był członkiem Polskiego Towarzystwa Chemicznego, Komitetu Krystalografii PAN, American Institute of Physics, Society of Rheology, British Society of Rheology, Textile Institute-Manchester, ŁTN. Członek zespołu doradców Ministra Edukacji Narodowej, Centralnej Komisji ds. Tytułu i Stopni Naukowych, rad naukowych: Centrum Chemii Polimerów PAN w Zabrzu, Centrum Badań Molekularnych i Makromolekularnych PAN w Łodzi, Instytutu Włókien Chemicznych w Łodzi. Członek komitetów redakcyjnych czasopism: Polimery, Przegląd Włókienniczy, Natural Fibres, Fibres and Textiles in Eastern Europe.